# High School Musical: Sing It!
High School Musical: Sing It! (High School Musical: Canta Con Ellos en Español) es un videojuego basado en las películas, High School Musical y High School Musical 2 disponibles en las consolas Wii y PlayStation 2 .

## Contenido
Contiene canciones de las dos películas y otras canciones que se tienen que conseguir cantando y sumando puntos. En el videojuego se puede elegir a los personajes de las películas y cantar con un perfil editado. Se puede conseguir ropa y canciones sumando los puntos mencionados antes. Los puntos se consiguen cantando las canciones desbloquedadas. Se elige la canción que se quiere cantar y el escenario donde cantarla.

## Personajes
Troy Bolton
Gabriella Montez
Sharpay Evans
Ryan Evans
Taylor Mckessie
Chad Danforth
Mrs.Darbus
Sr.Bolton
Sra.Montez
Mascota
Martha Cox
Zeke Balyor.

## Escenarios
- Auditorio
- Cafetería
- Corredores
- Campo de golf
- Gimnasio
- Sala de año nuevo
- Jardín
- Casilleros
- Clase de ciencias
- Hotel
- Piscina

## Canciones
- Start Of Something New
- Get'cha Head In The Game
- What I've Been Looking For ( Versión Ryan y Sharpay)
- What I've Been Looking For ( Versión Troy y Gabriella)
- Stick To The Status Quo
- When There Was Me And You
- Bop To The Top
- Breakin' Free
- We're All In This Together
- I Can't Take My Eyes Off Of You
- What Time Is It?
- Fabulous
- Work This Out
- You Are The Music In Me (Versión Troy y Gabriella)
- Humuhumunukunukuapua'a
- I Don't Dance
- You Are The Music In Me (Versión Troy y Sharpay)
- Gotta Go My Own Way
- Bet On It
- Everyday (Esta es la canción original, cantada por Zac Efron y Vanessa Hudgens, y no es un cover como el resto de las demás canciones)
- All For One

( Otras canciones)
- On The Ride por Aly & AJ
- No One por Aly & AJ
- Beautiful Soul por Jesse McCartney
- Jump To The Rhythm por Jordan Pruitt
- Cheetah Sisters por The Cheetah Girls
- Counting On You
- All Good Now
- I Will Be Around
- Push it to the Limit por Corbin Bleu

- Datos: Q1304078